# Louis Ier de Machecoul
Louis de Machecoul (1317-1360) est un noble français descendant agnatique du roi Louis VII.

## Biographie
Il est le fils du seigneur Gérard de Machecoul et d'Eléonore de Thouars.
Il devient à la mort de son père, en 1343,  seigneur de Machecoul, de Coché, de La Bénate, de Bourgneuf, du Coutumier et de Bouin.
Il épouse Jeanne de Bauçay (1305-1349) le 9 janvier 1341, mariage dont est issue Catherine (1345-1410).